# 飯島佐知子
飯島 佐知子（いいじま さちこ）は、日本の保健学者。専門は保健経済論。順天堂大学教授。

## 学歴
- 1995年 - 明治大学政治経済学部経済学科首席卒業
- 2000年 - 東京大学大学院医学系研究科博士課程修了。

## 職歴
- 社会福祉法人三井記念病院看護部長
- 日本医科大学講師
- 東邦大学講師
- 共立女子短期大学助教授
- 順天堂大学医療看護学部教授

## 専門分野
- 保健経済学
- 看護管理学

## 博士論文
「診療行為別原価計算に基づく胃癌症例の原価産出と在院日数・診療報酬との比較並びに原価にかんする要因の研究」（東京大学、2001年）

## 主論文
- 「術後感染が病院の収入および原価に与える影響―胃がん・大腸がん症例を対象として－」病院管理35号
- 「病院の原価計算とパス法」病院管理37号
- 「症例別原価計算における診療行為別原価計算方法の比較」病院管理39号
- 「医療機関における安全管理体制の実態調査に関する研究」（厚生労働省)